# Lisa Mitchell
Lisa Helen Mitchell (Canterbury, 22 marzo 1990) è una cantante e cantautrice australiana, nata in Inghilterra e cresciuta ad Albury, in Australia. Finalista nella quarta edizione di Australian Idol, nel 2007 pubblica il suo primo album, l'EP Said One to the Other sotto la Scorpio Management. Il successo dell'album di debutto la porta a firmare con Little Victories, una sussidiaria della Sony/ATV..
Wonder, il suo primo album in studio, è distribuito dalla Sony. Il suo secondo e il suo terzo album sono entrambi distribuiti dalla Warner.

## Discografia

### Album in studio
- 2008 - Wonder
- 2012 - Bless This Mess
- 2016 - Warriors

### EP
- 2007 - Said One to the Other
- 2008 - Welcome to the Afternoon
- 2016 - Spiritus

### Raccolte
- 2009 - Album Sampler